# Theaterruine St. Pauli

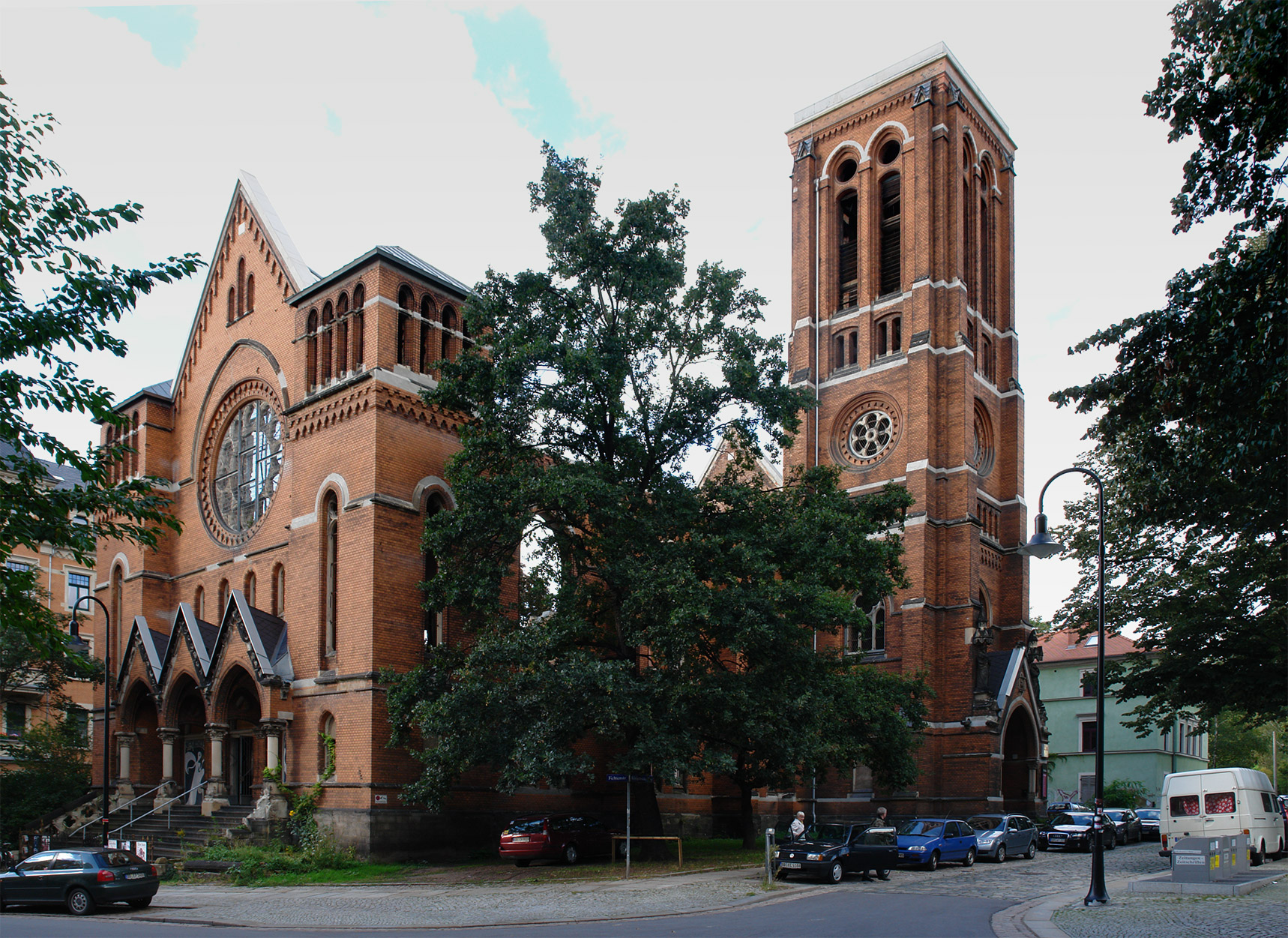
Ruine der St.-Pauli-Kirche

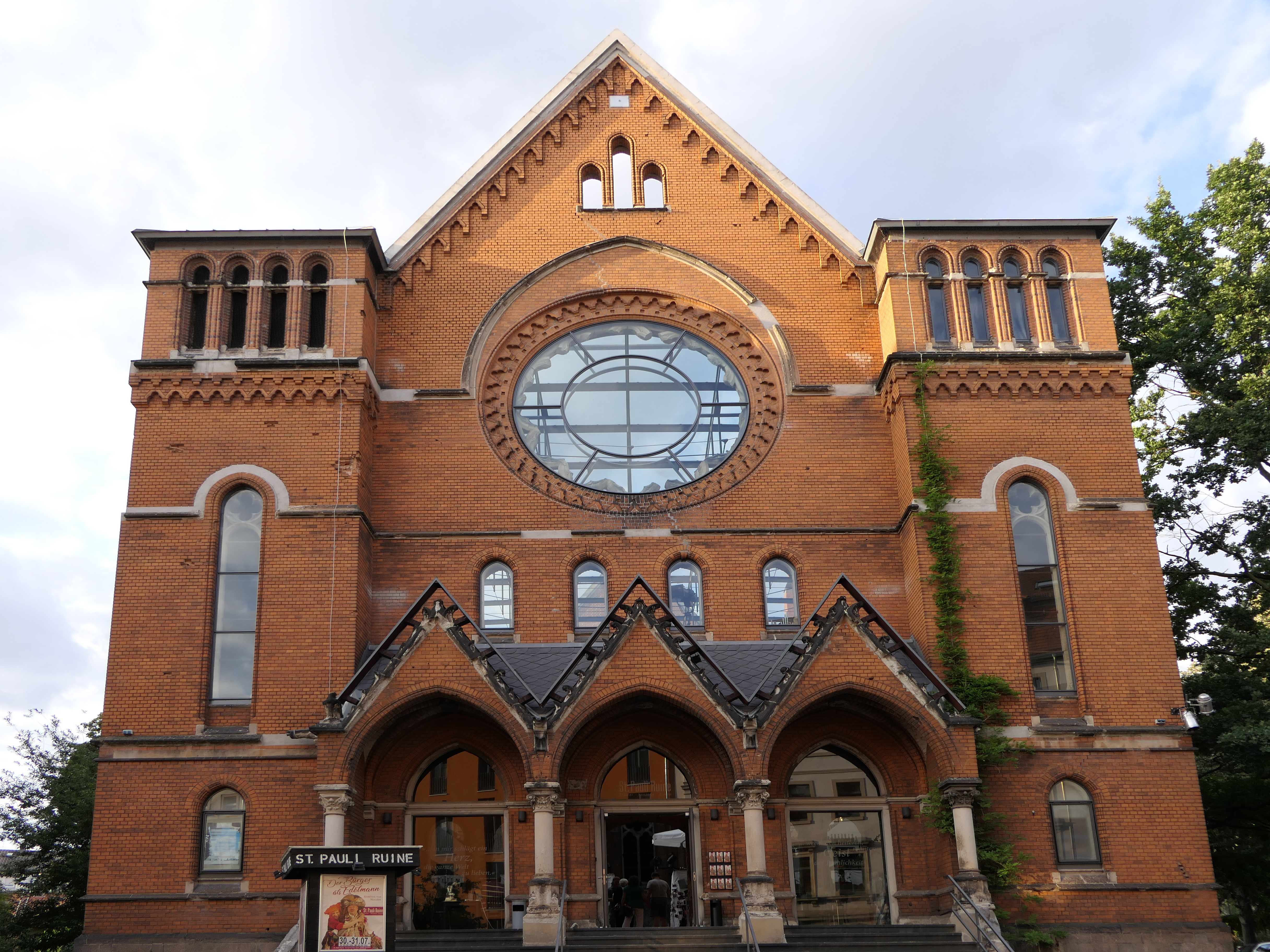
Vorderansicht

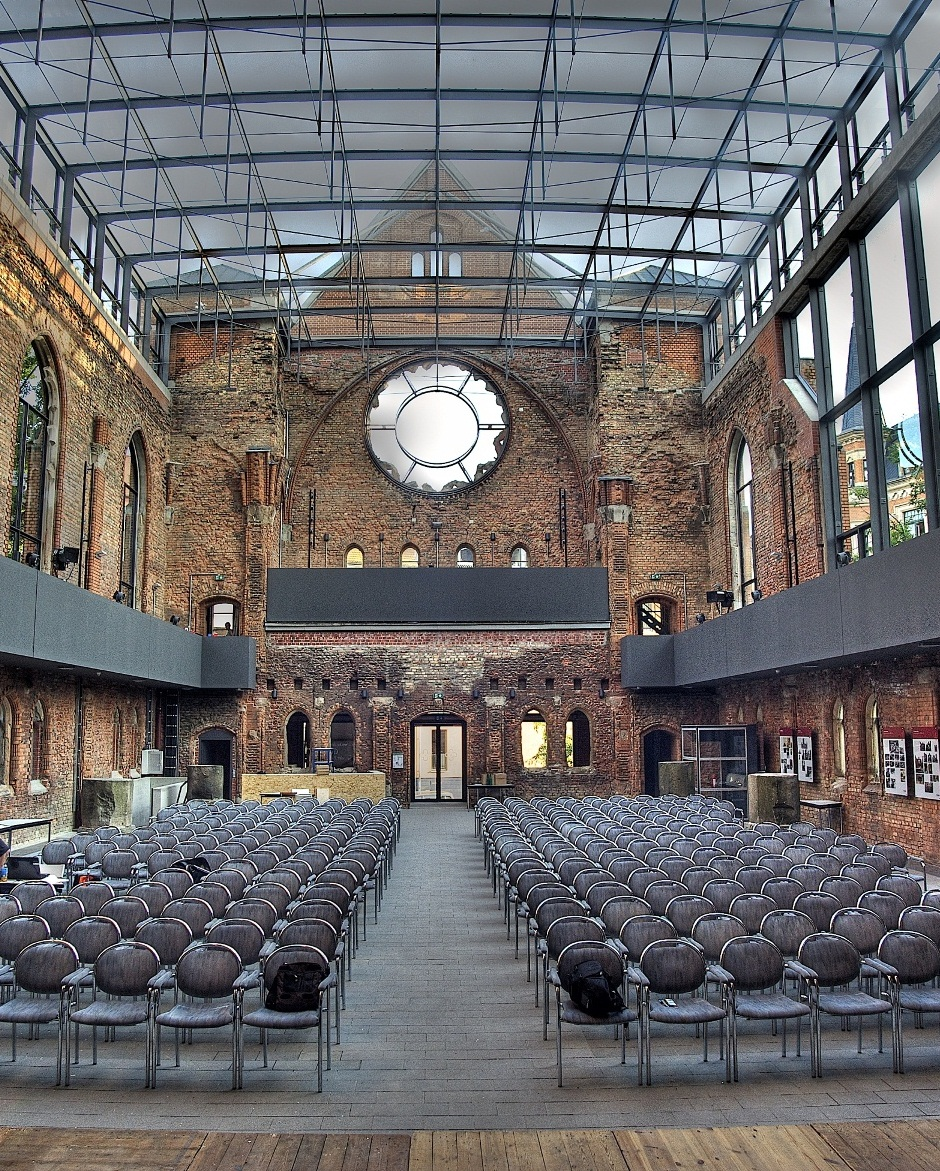
Innenansicht

Die Theaterruine St. Pauli ist die Ruine der evangelisch-lutherischen St.-Pauli-Kirche im Dresdner Wohngebiet Hechtviertel, die als Sommertheater und Gotteshaus genutzt wird.

## Geschichte
Der Grundstein der dreischiffige Hallenkirche des Dresdner Architekten Christian Schramm wurde am 31. Mai 1889 gelegt. Am 4. Februar 1891 wurde die Kirche geweiht und bot 1000 Gottesdienstbesuchern Platz.
Die Kirche wurde bei Luftangriffen der United States Air Force am 16. Januar und 2. März 1945 stark beschädigt.
Mitglieder der Kirchgemeinde enttrümmerten das Gebäude von 1965 bis 1969 in freiwilliger Arbeit und sanierten es teilweise. Es sind nur die Außenmauern und der Turm ohne Spitze erhalten.
1996 wurde zwischen der Kirchgemeinde als Eigentümer und der Stesad GmbH (Stadtentwicklungs-Gesellschaft der Stadt Dresden) ein 50-jähriger Erbbaurechtsvertrag geschlossen und die Stesad begann mit Sicherungsmaßnahmen (Förderung mit 500.000 DM durch die Stadt Dresden).
Im Jahre 1997 öffnete die Ruine als Kultur- und Begegnungsstätte. Zum Lärmschutz der Anwohner werden die Fensteröffnungen teilweise verschlossen. Von 2010 bis 2012 wurde die Ruine für 2,6 Mio. EUR umfassend ausgebaut und saniert. Insbesondere wurde ein 400 Quadratmeter großes Glasdach errichtet.

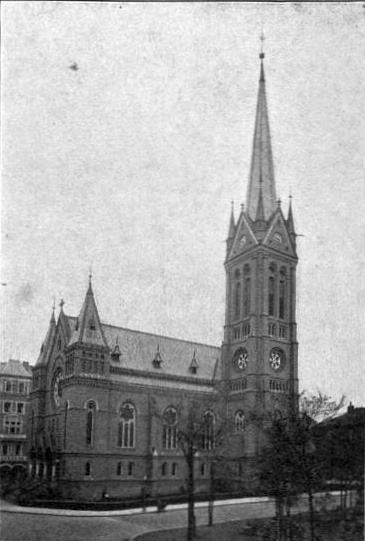
Die Kirche um 1900
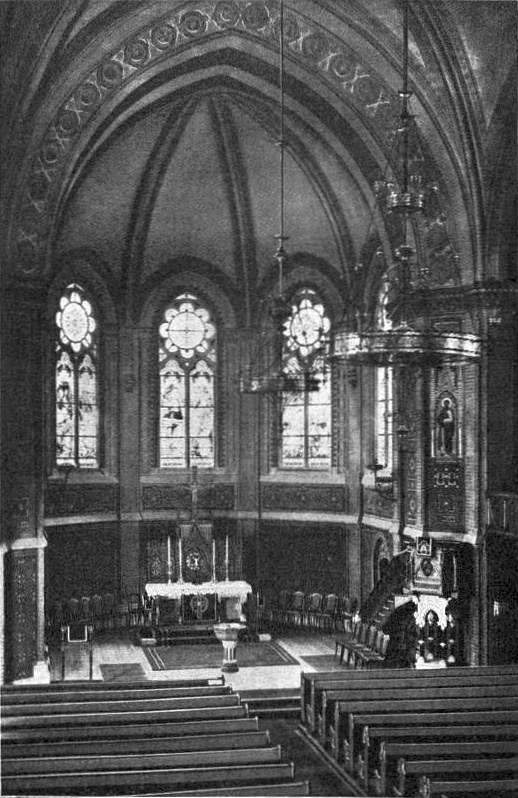
Innenraum um 1900
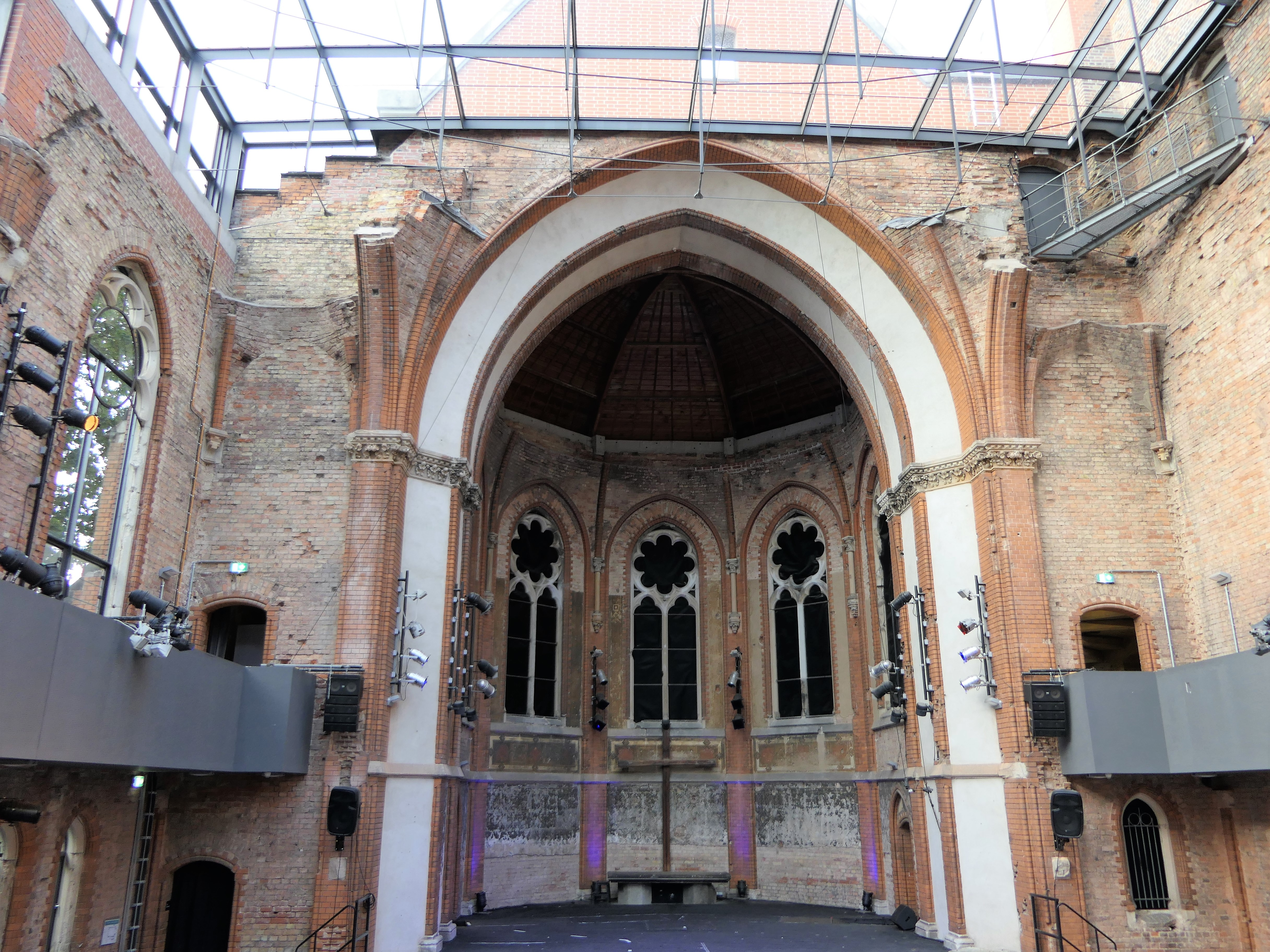
Bühnenbereich
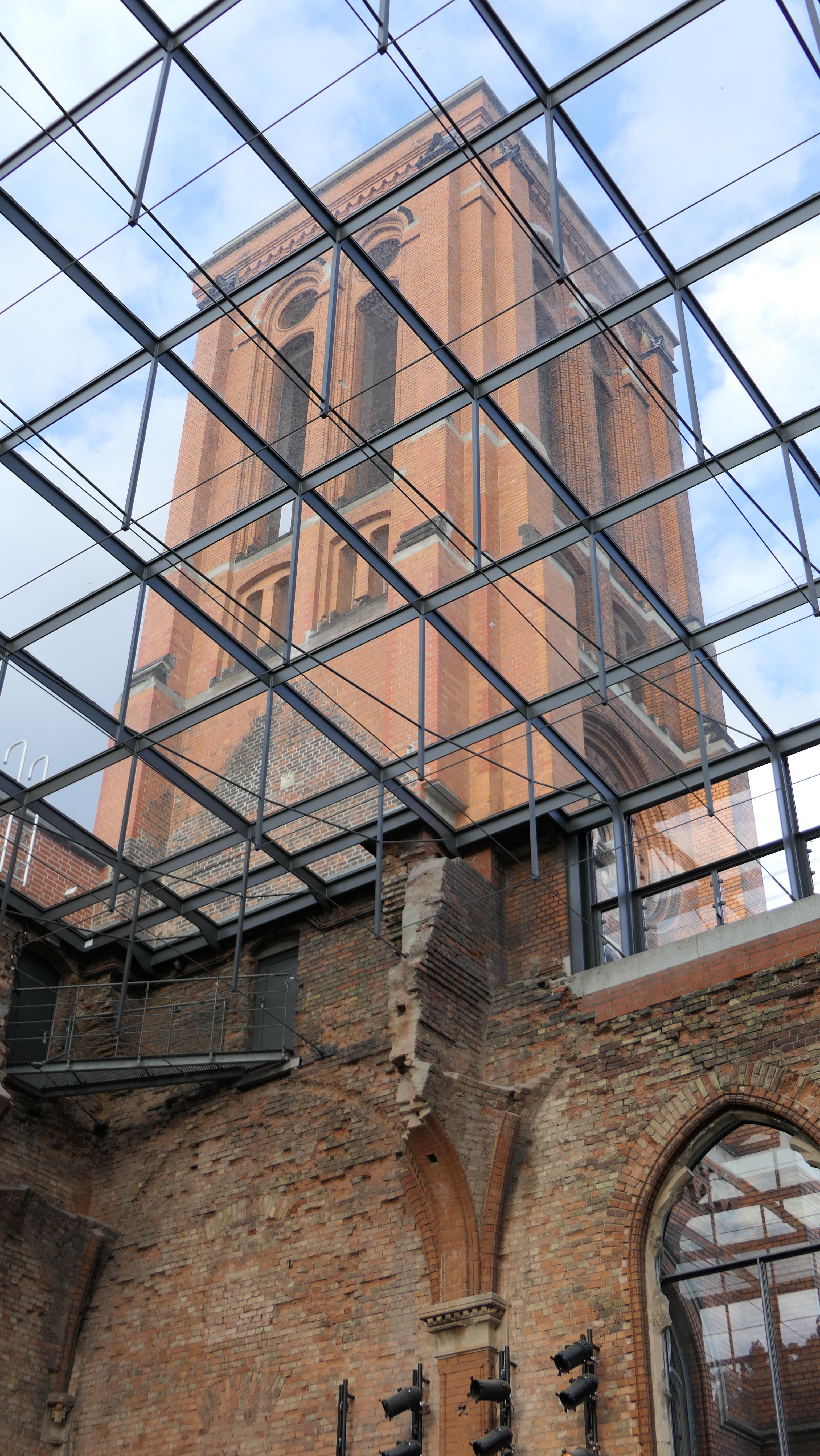
Turmblick
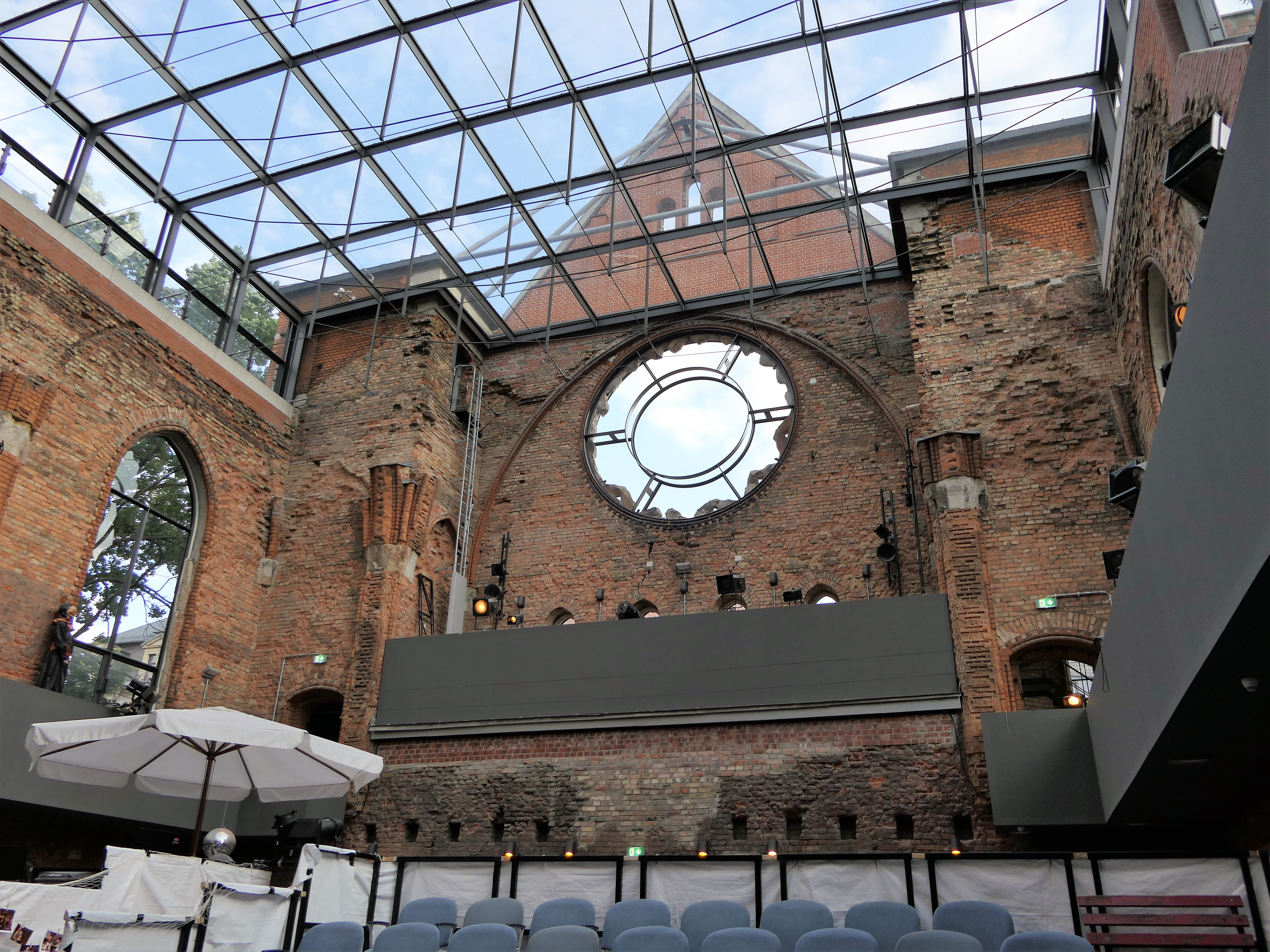
Hinterer Bereich

Mieter ist seit 1999 der TheaterRuine St. Pauli e. V., die Jahresmiete incl. Betriebskosten beträgt 50.000 EUR. Da der Mietvertrag mit dem TheaterRuine St. Pauli e. V. zum 31. Dezember 2020 gekündigt wurde, war der Fortbestand des Theaterbetriebs ungewiss. Eine Petition verlangte die Rettung des Theaters. Die Stadt Dresden schrieb daraufhin den Veranstaltungsbetrieb und das dem Betrieb zugrundeliegende kulturelle Konzept neu aus. Seit 2022 führt der Verein den Betrieb der Spielstätte mit einem verbesserten Konzept fort.
2017 wurde von der Gießerei Bierling die Glocke neu gegossen und wieder in Betrieb genommen. Sie läutet seitdem täglich und zu den Gottesdiensten in den Sommermonaten.

## Spielstätte
Den Spielbetrieb trägt der gemeinnützige Verein TheaterRuine St. Pauli e. V., der circa 100 Mitglieder umfasst. Im Ensemble spielen Laienschauspieler, die von professionellen Schauspielern unterstützt werden. Der Verein war 1999 mit dem Ziel gegründet worden, die St.-Pauli-Ruine kulturell zu beleben und langfristig als Veranstaltungsort zu profilieren. Die Mitglieder sind ehrenamtlich umfassend an dem Betrieb des Hauses, der Organisation und der Inszenierungsarbeit auf und hinter der Bühne beteiligt.
Das Repertoire reicht von Stücken der Commedia dell’arte und adaptierten klassischen Stoffen bis zu deutscher Gegenwartsdramatik und Musiktheater. Künstlerischer Leiter ist Jörg Berger. Zu den erfolgreichen Inszenierungen zählen Don Juan, Wie es euch gefällt, Die Zauberflöte, Die Bettleroper, Ein Sommernachtstraum, Don Gil von den Grünen Hosen (Don Gil de las calzas verdes), Der gute Mensch von Sezuan und Purcells Traum von König Artus. Daneben finden Gastspiele von anderen Theater- und Tanzgruppen sowie Konzerte und besondere Events statt. Die Spielzeit dauert von April bis Oktober.
Der Theaterverein betreibt neben der St.-Pauli-Ruine auch den St.-Pauli-Salon als soziokulturelle Begegnungsstätte mit regelmäßigem Kursangebot, Ausstellungen und kulturellen Veranstaltungen. Der Verein beteiligt sich am jährlichen Stadtteilfest im Hechtviertel, dem HechtFest, am jeweils letzten Wochenende im August.
Jährlich besuchten etwa 20.000 Gäste etwa 60 Gast-Veranstaltungen und -Konzerte sowie etwa 80 Theateraufführungen des Vereins.